# Fondation Dragomir Glišić
La fondation Dragomir Glišić (en serbe cyrillique : Заоставштина Драгомира Глишића ; en serbe latin : Zaostavština Dragomira Glišića) est une institution culturelle située à Belgrade, la capitale de la Serbie, dans la municipalité urbaine de Savski venac. Construit entre 1920 et 1930, le bâtiment de la fondation est inscrit sur la liste des biens culturels de la ville de Belgrade.

## Présentation
La maison de la famille Glišić, située 4 rue Biničkog, a été construite dans les années 1920 pour le peintre Dragomir Glišić et l'atelier en 1930.
La fondation du peintre Dragomir Glišić (1872-1957) comprend une maison avec une cour et un atelier où sont exposés 96 peintures, 30 dessins et quelques biens mobiliers, comme la bibliothèque de l'artiste, des meubles et des objets personnels.